# Schriftbaars
De schriftbaars (Serranus scriba) is een straalvinnige vis uit de familie van de  zaag- en zeebaarzen ( Serranidae) die voorkomt in het oosten van de Atlantische Oceaan, de Middellandse Zee en de Zwarte Zee. De vis is voornamelijk te vinden op diepten van 5-150 meter onder het wateroppervlak en kan een lengte bereiken tot 36 cm. De vis komt voornamelijk voor op rotsachtige bodems en voedt zich met visjes en kreeftachtigen